# روكسان دوران
روكسان دوران (بالفرنسية: Roxane Duran)‏ (و. 1993 – م) هي ممثلة، وممثلة مسرحية، وممثلة أفلام من فرنسا. ولدت في باريس.

## التعليم
تعلمت في مدرسة فلوران ‏.

## وصلات خارجية
- روكسان دوران على موقع IMDb (الإنجليزية)
- روكسان دوران على موقع قاعدة بيانات الأفلام العربية
- روكسان دوران على موقع ألو سيني (الفرنسية)
- روكسان دوران على موقع أول موفي (الإنجليزية)
- روكسان دوران على موقع قاعدة بيانات الأفلام السويدية (السويدية)
- روكسان دوران على موقع قاعدة بيانات الفيلم (الإنجليزية)
- روكسان دوران على موقع كينوبويسك (الروسية)